# Farynki
Farynki (ukr. Фаринки) – wieś na Ukrainie w rejonie koszyrskim obwodu wołyńskiego.